# Табара (Њамц)
Табара (рум. Tabăra) насеље је у Румунији у округу Њамц у општини Икусешти. Oпштина се налази на надморској висини од 272 m.

## Становништво
Према подацима из 2002. године у насељу је живело 124 становника, од којих су сви румунске националности.